# ナヴァロンの嵐
『ナヴァロンの嵐』（ナヴァロンのあらし、Force 10 from Navarone）は、イギリスの作家アリステア・マクリーンが1968年に発表した戦争小説。『ナヴァロンの要塞』の続篇。映画邦題は『ナバロンの嵐』である。
『ナヴァロンの要塞』の続篇という形をとっているが、冒頭でアンドレアとマリア（『ナバロンの要塞』映画版のみの登場人物）の結婚式が描かれており、ストーリーとしては映画『ナバロンの要塞』に続く形となっている。

## 登場人物
- キース・マロリー - 隊長。大尉。ニュージーランド出身の世界的な登山家。
- アンドレア - ギリシャ陸軍の元中佐。
- ミラー - 陸軍伍長。爆薬と破壊工作の専門家。アメリカ人。通称「フケツ」（Dusty）。
- レナルズ - 海兵隊コマンド部隊軍曹。
- グローヴズ - 同。
- マリア - パルチザン?の女
- ペータル - マリアの兄。盲目。
- ノイフェルト - ドイツ軍大尉
- ドロシュニー - パルチザン?の大尉
- ヴカロヴィッチ - パルチザンの将軍
- ジェンセン - 海軍大佐。後方撹乱作戦の指揮官。

## あらすじ
第二次世界大戦中の1943年、ナヴァロンの巨砲を破壊したばかりのマロリー、アンドレア、ミラーの3名にジェンセンから呼び出しがかかる。今度の行き先はユーゴスラビア。ボスニア・ヘルツェゴビナの、山岳とダムとネレトヴァ川に囲まれた檻のような地域に閉じ込められた7,000名のパルチザン兵にドイツ軍の脅威が迫っているというのだ。海兵隊コマンド部隊の軍曹3名を加えた6名の「風力10（Force 10）」チームは、ドイツ軍とパルチザン、それにドイツ側に寝返った元抵抗組織である王党派（チェトニック）が入り乱れるユーゴスラビアに降下する。しかし、作戦の本当の目的はマロリーだけが知らされていた。

## 日本語訳
いずれも平井イサク訳、早川書房刊行。
- 『ナヴァロンの嵐』ハヤカワ・ノヴェルズ、1970年
- 『ナヴァロンの嵐』ハヤカワ文庫（NV136）、1977年、ISBN 978-4150401368

## 映画
主要キャラクターであるアンドレアが登場しないこと、主たる任務をアメリカ軍特殊部隊が負っていることなど、マロリーとミラーの作戦目的も含めて原作に対して大幅な改変が加えられている。またキャストも一新され、内容的にもコメディ色が強い。なお、冒頭部分に前作「ナバロンの要塞」の最後のシーンが使用されている。ロバート・ショウは公開直前に亡くなった。
小説版とは内容が大幅に異なる。後にマクリーンは映画版の脚本の一部を下敷きにして小説『パルチザン』を執筆した。

### あらすじ
第二次世界大戦中の1943年、ナバロンの作戦をやり遂げたマロリーとミラーはイギリス国内に戻っていたが、ジェンセンはまた彼らを呼び出す。ナバロン作戦のときに重大な情報を敵に流したドイツのスパイ、ニコライがいまや将校としてユーゴスラビアのパルチザンに入り込んでいるので、それを2人で始末して来いというのだ。彼らはネレトヴァ川の橋を破壊する任務を帯びたアメリカ陸軍の特殊部隊「フォース10」に同行して目的地に向かうことになる。部隊を脱走した黒人の衛生兵ウィーバー軍曹を途中で加えたメンバーはランカスター爆撃機で現地に飛ぶが敵戦闘機に襲われ、ユーゴの地に降り立ったのはわずか5名だった。窮地に陥った彼らはパルチザン隊長の娘マリツアの助けでなんとかパルチザン部隊と合流し、橋の上流のダムを爆破しようとするが、その部隊こそ、今はレスコバー大尉と名乗るニコライが潜入する部隊であった。はたして作戦の行方は…？

### キャスト
| 役名                       | 俳優                   | 日本語吹替                                                          | 日本語吹替                                                                         | 日本語吹替                                                                              | 日本語吹替               |
| 役名                       | 俳優                   | フジテレビ版                                                        | テレビ朝日版                                                                       | テレビ東京版                                                                            | ソフト版                 |
| -------------------------- | ---------------------- | ------------------------------------------------------------------- | ---------------------------------------------------------------------------------- | --------------------------------------------------------------------------------------- | ------------------------ |
| マロリー少佐               | ロバート・ショウ       | 瑳川哲朗                                                            | 森川公也                                                                           | 前田昌明                                                                                | 佐々木勝彦               |
| バーンズビー中佐           | ハリソン・フォード     | 小川真司                                                            | 堀勝之祐                                                                           | 津嘉山正種                                                                              | 小杉十郎太               |
| ミラー曹長                 | エドワード・フォックス | 山田康雄                                                            | 納谷六朗                                                                           | 羽佐間道夫                                                                              | 金尾哲夫                 |
| レスコバー大尉（ニコライ） | フランコ・ネロ         | 森川公也                                                            | 小林清志                                                                           | 田中信夫                                                                                | 小林清志                 |
| マリツァ                   | バーバラ・バック       | 高島雅羅                                                            | 弥永和子                                                                           | 勝生真沙子                                                                              | 日野由利加               |
| ウィーヴァー軍曹           | カール・ウェザース     | 坂口芳貞                                                            | 玄田哲章                                                                           | 玄田哲章                                                                                | 宝亀克寿                 |
| ドラザック                 | リチャード・キール     | 蟹江栄司                                                            | 渡部猛                                                                             | 島香裕                                                                                  | 大友龍三郎               |
| ペトロヴィッチ少佐         | アラン・バデル         | 上田敏也                                                            | 阪脩                                                                               | 山内雅人                                                                                |                          |
| シュローダー少佐           | マイケル・バーン       | 仁内達之                                                            | 村越伊知郎                                                                         | 堀勝之祐                                                                                | 水野龍司                 |
| ジェンセン                 | フィリップ・レイサム   |                                                                     | 仲木隆司                                                                           |                                                                                         |                          |
| レイノルズ中尉             | アンガス・マッキネス   |                                                                     | 西村知道                                                                           |                                                                                         |                          |
| 不明 その他                | N/A                    | 阪脩 幹本雄之 村越伊知郎 伊井篤史 田口昴 山本敏之 長堀芳夫 菊池英博 | 有本欽隆 村山明 千田光男 大久保正信 石森達幸 増岡弘 島沢弘隆 石川ひろあき 広瀬正志 | 北村弘一 秋元羊介 西村知道 津田英三 荒川太郎 稲葉実 藤田昇 立木文彦 田原アルノ 大塚明夫 |                          |
| 日本語版制作スタッフ       |                        |                                                                     |                                                                                    |                                                                                         |                          |
| 演出                       | 演出                   | 小林守夫                                                            | 春日正伸                                                                           | 福永莞爾                                                                                | 吉田啓介                 |
| 翻訳                       | 翻訳                   | 飯嶋永昭                                                            | 宇津木道子                                                                         | 入江敦子                                                                                | 今井朗子                 |
| 調整                       | 調整                   | 前田仁信                                                            | 山田太平                                                                           | 荒井孝                                                                                  |                          |
| 効果                       | 効果                   | 遠藤堯雄 桜井俊哉                                                   | PAG                                                                                | リレーション                                                                            |                          |
| 選曲                       | 選曲                   | 重秀彦                                                              | 赤塚不二夫                                                                         |                                                                                         |                          |
| 担当                       | 担当                   |                                                                     |                                                                                    | 熊沢博之 （東北新社）                                                                   |                          |
| プロデューサー             | プロデューサー         |                                                                     |                                                                                    | 中村亮平 伊藤新三 （テレビ東京）                                                        |                          |
| 配給                       | 配給                   |                                                                     |                                                                                    | 日本国際エンタープライズ                                                                |                          |
| 制作                       | 制作                   | 東北新社                                                            | 日米通信社                                                                         | 東北新社                                                                                | グロービジョン           |
| 初回放送                   | 初回放送               | 1982年4月24日 『ゴールデン洋画劇場』                                | 1986年2月2日 『日曜洋画劇場』                                                      | 1988年10月4日 『秋の特別ロードショー』                                                  | 2006年8月4日発売 DVD収録 |